# Diocese de Barra do Garças
A Diocese de Barra do Garças (Dioecesis Barragartiensis) é uma circunscrição eclesiástica da Igreja Católica Apostólica Romana no Brasil, pertencente à Província Eclesiástica de Cuiabá e ao Conselho Episcopal Regional Oeste II da Conferência Nacional dos Bispos do Brasil, sendo sufragânea da Arquidiocese de Cuiabá. A sé episcopal está na Catedral Nossa Senhora da Guia, na cidade de Barra do Garças, no estado do Mato Grosso.

## Histórico
A diocese de Barra do Garças foi criada pelo Papa João Paulo II, por meio da Constituição Apostólica Barragartiensis, de 27 de fevereiro de 1982, a partir de território desmembrado da Diocese de Guiratinga. Seu primeiro bispo diocesano foi Dom Antônio Sarto.

## Demografia
O território da diocese tem uma área de 70 930 km² e contava em 2020 com uma população de 163 000 habitantes, dos quais 100 700 eram católicos. Naquele ano havia 26 paróquias e 18 sacerdotes.
As paróquias da diocese estão distribuídas por treze municípios: Água Boa, Araguaiana, Araguainha, Barra do Garças, Canarana, Cocalinho, General Carneiro, Nova Nazaré, Nova Xavantina, Pontal do Araguaia, Ponte Branca, Ribeirãozinho e Torixoréu.

## Prelados
|                 | Nome                                       | Período   | Notas         |
| Bispos          | Bispos                                     | Bispos    | Bispos        |
| --------------- | ------------------------------------------ | --------- | ------------- |
| 3º              | Paulo Renato Fernandes Gonçalves de Campos | 2023-     | Atual         |
| 2º              | Protógenes José Luft, SdC                  | 2001-2023 | Bispo emérito |
| 1º              | Antônio Sarto, S.D.B.                      | 1982-2001 |               |
| Bispo coadjutor |                                            |           |               |
|                 | Protógenes José Luft, SdC                  | 2000-2001 |               |